# Прогерија
Прогерија (од гр. progeros, који стари пре времена) је заједнички назив за наследне болести које карактерише преурањено, превремено старење и кратак животни век. 
У болести превременог старења спадају:
- Вернеров синдром
- Хатчинсон-Гилфордов синдром
- Даунов синдром
- Кокејнов синдром
- атаксија-телеангиектатика